# Computer Graphics Metafile
Computer Graphics Metafile (CGM) – format pliku grafiki wektorowej 2D, grafiki rastrowej i tekstu.
CGM jest nazwą oficjalnego standardu zdefiniowanego przez Międzynarodową Organizację Normalizacyjną (International Organisation for Standarisation – ISO) i Międzynarodową Komisję Elektrotechniczną (International Electrotechnical Commission – IEC) w dokumencie ISO/IEC 8632 oraz Narodowy Instytut Standardów i Technologii (National Institute of Standards and Technology) w dokumencie FIPS (Federal Inforrmation Processing Standard) 128 -1.
CGM jest formatem wymiany danych graficznych niezależnym od systemu operacyjnego. Standard posiada elementy do reprezentacji zarówno zawartości grafiki geometrycznej (np. okręgi, wielokąty), jak i grafiki rastrowej (np. tablica pikseli).
Na wygląd elementów mają wpływ atrybuty (np. zakończenie linii, połączenia linii, wzorce wypełnień). Standard obsługuje różne modele reprezentacji barw (RGB, CMYK i inne). CGM jest szeroko wykorzystywany w przemyśle wydawniczym.
Elementy zawarte w zbiorze CGM reprezentują szeroki zakres typów obrazów graficznych. Elementy są podzielone na grupy funkcjonalne, wyznaczające główne struktury, które:
- definiują reprezentację danych za pomocą postaci meta-zbioru,
- sterują wyświetlaniem obrazu graficznego,
- realizują podstawowe funkcje rysunkowe,
- sterują atrybutami podstawowych działań graficznych,
- zapewniają dostęp do urządzeń niestandardowych.